# Vara (Estonia)
Vara è un comune rurale dell'Estonia meridionale, nella contea di Tartumaa. Il centro amministrativo è l'omonima località (in estone küla).

## Località
Oltre al capoluogo, il comune comprende altre 27 località:
Alajõe - Ätte - Kargaja - Kauda - Keressaare - Koosa - Koosalaane - Kusma - Kuusiku - Matjama - Meoma - Metsakivi - Mustametsa - Papiaru - Pilpaküla - Põdra - Põldmaa - Põrgu - Praaga - Rehemetsa - Särgla - Selgise - Sookalduse - Tähemaa - Undi - Välgi - Vanaussaia